# Związek metropolitalny
Związek metropolitalny – korporacja prawa publicznego, będąca w Polsce zrzeszeniem gmin charakteryzujących się istnieniem silnych powiązań funkcjonalnych, a także zaawansowaniem procesów urbanizacyjnych. Związek występuje w położonych na obszarze spójnym pod względem przestrzennym i powiązanym pod względem społecznym, gospodarczym oraz kulturowym regionie, stanowiąc odrębną od związku międzygminnego formę prawną właściwą dla obszaru metropolitalnego zamieszkiwanego przez co najmniej 2 mln mieszkańców. 

## Tworzenie i zmiana granic
Obecnie jedynie w województwie śląskim istnieje prawna możliwość utworzenia związku metropolitalnego, czyniąc go formą prawną sui generis. Odpowiednia ustawa zakłada tworzenie związku w drodze rozporządzenia Rady Ministrów, z uwzględnieniem m.in. istniejących form współpracy gmin wchodzących w skład związku metropolitalnego. Rada Ministrów może również ustalić nowe granice istniejącego związku metropolitalnego, z tym że obszar związku metropolitalnego w nowych granicach obejmuje co najmniej obszar gmin, które wchodzą w skład związku metropolitalnego w jego dotychczasowych granicach.

## Zadania publiczne związku w woj. śląskim
1 lipca 2017 r. został utworzony przez rząd Beaty Szydło związek metropolitalny w województwie śląskim pod nazwą „Górnośląsko-Zagłębiowska Metropolia”. Rozpoczął swoją działalność 1 stycznia 2018 r.
Związek metropolitalny w woj. śląskim wykonuje zadania publiczne w zakresie:
1. kształtowania ładu przestrzennego;
2. rozwoju społecznego i gospodarczego obszaru związku metropolitalnego;
3. planowania, koordynacji, integracji oraz rozwoju publicznego transportu zbiorowego, w tym transportu drogowego, kolejowego oraz innego transportu szynowego, a także zrównoważonej mobilności miejskiej;
4. metropolitalnych przewozów pasażerskich;
5. współdziałania w ustalaniu przebiegu dróg krajowych i wojewódzkich na obszarze związku metropolitalnego;
6. promocji związku metropolitalnego i jego obszaru.

Związek metropolitalny może realizować zadania publiczne należące do zakresu działania gminy, powiatu lub samorządu województwa lub koordynować realizację tych zadań na podstawie porozumienia zawartego z jednostką samorządu terytorialnego lub ze związkiem jednostek samorządu terytorialnego.

## Historia
9 października 2015 r. uchwalono Ustawę o związkach metropolitalnych, która weszła w życie 1 stycznia 2016 r. jednak została uchylona 7 kwietnia 2017 r. Ustawa ujmowała, że związek metropolitalny jest zrzeszeniem jednostek samorządu terytorialnego położonych w danym obszarze metropolitalnym, który w rozumieniu ustawy oznaczał spójną pod względem przestrzennym strefę oddziaływania miasta będącego siedzibą wojewody lub sejmiku województwa, charakteryzującą się istnieniem silnych powiązań funkcjonalnych oraz zaawansowaniem procesów urbanizacyjnych, zamieszkałą przez co najmniej 500 tys. mieszkańców. Ustawa z 2015 r. miała charakter uniwersalny. Ujmowała, że granice poszczególnych obszarów metropolitalnych będzie ustalać Rada Ministrów, na potrzeby tworzenia związków metropolitalnych przez wskazanie gmin wchodzących w skład obszarów metropolitalnych.
W 2016 r. Ministerstwo Spraw Wewnętrznych i Administracji wskazało, że ustawa z 2015 r. ma istotne mankamenty, które w praktyce uniemożliwiają sprawne funkcjonowanie związków. Rząd Beaty Szydło rozpoczął prace nad nową ustawą jednak tylko dla górnośląskiego obszaru metropolitalnego w woj. śląskim.
Minister SWiA Mariusz Błaszczak (PiS) wskazał, że powstanie nowej Ustawy opiera się na ekspertyzie, z której wynika, że w Polsce są dwa obszary, spełniające zasadnicze kryteria metropolii tj. aglomeracja warszawska i konurbacja górnośląska. Ocenił, że ustawa z 2015 r. wynikała z pomysłów kampanii wyborczych poprzedniej koalicji (rząd Ewy Kopacz, drugi rząd Donalda Tuska). Przedstawił, że w kwestii Warszawy, rząd Beaty Szydło ma poprawiać Ustawę o ustroju miasta stołecznego Warszawy.
Wiceminister Spraw Wewnętrznych i Administracji Tomasz Zdzikot wskazał, że utworzenie związku metropolitalnego na podstawie ustawy z 2015 r. nie było możliwe m.in. z uwagi na przepisy uniemożliwiające skuteczne powołanie związku oraz mogące utrudniać działanie jego organów. Przedstawiciel wnioskodawców nowej ustawy wskazał zastrzeżenia dotyczące sposobu wyznaczenia granic związku. Ocenił także, że w niewystarczający sposób uregulowano sprawy płynnego przejmowania zadań publicznych przez związek. Według ustawy z 2015 r. zgromadzenie związku metropolitalnego miało stosować tzw. podwójną większość, gdzie ma znaczenie większość głosów delegatów gmin, która dodatkowo przekłada się na większość zamieszkałej na obszarze metropolii ludności. Rząd Beaty Szydło ocenił, że stosowanie tzw. większości podwójnej oznaczałoby, że zarząd (wybrany większością bezwzględną) nie byłby w stanie przegłosować kluczowych dla związku kwestii. Ustawa zakładała 3 osobowy skład zarządu związku metropolitalnego i wymóg zwykłej większości przy decyzjach. Nieobecność jednego członka zarządu i brak zgodności, oznaczałyby niezdolność zarządu do decyzji.
Związek Województw RP wydał swoje negatywne stanowisko w przedmiocie ustawy z 2015 r. Ocenił fakt, że utworzenie związku metropolitalnego wymaga pozytywnej opinii: co najmniej 50% rad gmin, co najmniej 70% rad miast na prawach powiatu, co najmniej 50% rad powiatów, może oznaczać narzucenie poszczególnym jednostkom samorządu terytorialnego przynależność do związku metropolitalnego mimo wyrażenia negatywnej opinii. Tworzenie związków miałoby się odbywać się w sposób odgórny, co stoi w sprzeczności z art. 165 ust. 2 Konstytucji RP, który stanowi, iż samodzielność jednostek samorządu terytorialnego podlega ochronie sądowej.